# قلعه سام
قلعه سام سیستان که در شمال سه کوهه قرار دارد. از مهم‌ترین جاذبه‌های گردشگری سیستان بشمار می‌آید .قلعه سام در ۴ کیلومتری سکوهه قرار دارد شکل قلعه مستطیل شکل است و دارای دیوارهای پهن و بزرگ خشتی و گلی و همچنین دارای دروازه و برج‌های متعدد است.
این بنا قدمت بسیار طولانی در منطقه سیستان دارد، گرچه این قلعه در دوره‌های هخامنشیان، اشکانیان تا ساسانیان مورد استفاده قرار داشت اما امروزه خالی از سکنه بوده و بیش از نیمی از آن تخریب شده‌است، از کشفیات مهم در قلعه سام سیستان می‌توان به کتیبه یونانی اشاره کرد که به عظمت سیستان آن سال‌ها اشاره می‌کند.
کلنل تیت انگلیسی و والترسرویس آمریکایی از این قلعه بازدید کرده‌اند. به گفته کلنل تیت در سده نوزدهم، نهری از نزدیک این قلعه جاری و به طرف دهکده ورمال ادامه داشته‌است.
بر اثر کاوش باستان شناسان، در طبقه زیرین این بنا نوشته‌ای یونانی متعلق به دوران پارت‌ها کشف شده‌است. طبقه بالایی این بنا متعلق به دوران ساسانی است.

## معماری
این بنا مستعطیل شکل از جنس خشت و گل بوده و طول قلعه از شرق به غرب ۳۷۶ متر و از جنوب به شمال ۲۹۶ متر است. قلعه سام دارای دو دروازه شمالی و جنوبی است که هر کدام دارای برج نگهبانی است.
این قلعه به زمان پارتها مربوط است و از خشت خام ساخته شده‌است. مجموعه برجهای این قلعه بالغ بر ۳۶ برج است. برج ۸ برج ان بزرگ است که در گوشه های قلعه قرار گرفته و ۲۸ برج آن کوچک است که در اطراف قلعه ساخته شده این قلعه به نام جد رستم بنا شد، پس از تغییر مسیر رودخانه هیرمند با سیل و فشار آب ویران شداند. این قلعه از چینه دو لایه درست شده‌است؛ به این ترتیب که دیوار در وسط قرار دارد و دو طرف آن را با قشر گل پوشانده اند.